# Hage Geingob
Hage Gottfried Geingob (Grootfontein, 3 de agosto de 1941- Windhoek, 4 de febrero de 2024) fue un político namibio que se desempeñó como 3° presidente de Namibia desde 2015 hasta su muerte en febrero de 2024. Geingob se desempeñó como primer ministro de Namibia y como dirigente del SWAPO. Fue ministro de Comercio e Industria entre 2008 y 2012. Fue la primera persona en ocupar el cargo de primer ministro de Namibia. Tomó posesión del cargo en 1990, ejerciendo hasta 2002. Fue elegido nuevamente como primer ministro en el 2012, ocupando dicho cargo hasta su elección como presidente.

## Biografía

### Primeros años
Nació el 3 de agosto de 1941 en el Distrito Grootfontein, por entonces la África del Sudoeste, un mandato de la Unión Sudafricana. Se graduó como profesor en  1961 de Augustineum, al ser readmitido tras una expulsión por participar en una protesta en contra de la mala calidad del sistema educativo bantú. Huyó de Namibia en busca de una mejor educación para poder cambiar el sistema hacia Botsuana, donde fue nombrado Representante del SWAPO entre 1963 y 1964.

### Universidad e independencia de Namibia
En 1964, consiguió una beca para estudiar en la Universidad de Temple en Filadelfia, Estados Unidos. Posteriormente, obtuvo una licenciatura en la Universidad de Fordham, Nueva York en 1970 y una maestría en Relaciones Internacionales en la Facultad de Postgrado de la New School, Nueva York en 1974. En 1964, fue nombrado Representante de la SWAPO en las Naciones Unidas y de las Américas. Sirvió en este cargo hasta 1971.
En 1972, Hage Geingob fue designado a la Secretaría de las Naciones Unidas como Oficial de Asuntos Políticos, cargo que ocupó hasta 1975, cuando fue nombrado Director del Instituto de las Naciones Unidas para Namibia. Dicho cargo lo ocupó hasta 1989.  Al mismo tiempo, continuó siendo miembro tanto del Comité Central como del Buró Político del SWAPO. Durante este periodo él junto a otros colegas se movió por los Estados Unidos luchando por la libertad e independencia de su país, que permanecía ocupado por Sudáfrica desde 1915, hasta conseguir el reconocimiento por parte de la Asamblea General de las Naciones Unidas de la SWAPO como el único y auténtico representante del pueblo namibio y la obtención de la independencia de Namibia.

### Carrera política: 1989 - 2015
En 1989, fue elegido por el SWAPO para encabezar la campaña electoral en Namibia. Para llevar a cabo esta tarea, regresó a Namibia con muchos de sus colegas, el 18 de junio de 1989, tras 27 años de ausencia del país. Como Director de Elecciones de la SWAPO, Hage Geingob junto con otros miembros de su junta directiva estableció centros electorales de la SWAPO en todo el país y encabezó una campaña electoral que llevó al poder SWAPO en Namibia. 
El 21 de noviembre de 1989 después de las elecciones, fue elegido Presidente de la Asamblea Constituyente encargada de la formulación de la Constitución de Namibia. Bajo su presidencia, la Asamblea Constituyente aprobó por unanimidad la Constitución de Namibia, el 9 de febrero de 1990. Esta Constitución es considerada como una de las más liberales y democráticas en África.
El 21 de marzo de 1990, Hage Geingob fue juramentado como primer  ministro de la República de Namibia, y el 21 de marzo de 1995, fue juramentado nuevamente para su segundo mandato. Se desempeñó en este cargo durante doce años. Hage Geingob, como primer ministro, introdujo una gestión moderna respecto de la marcha del gobierno. En un cambio de gabinete el 27 de agosto de 2002, Geingob fue sustituido como primer ministro por Theo-Ben Gurirab.
En 2003, Hage Geingob fue invitado a ser el Secretario Ejecutivo de la Coalición Mundial para África con sede en Washington D. C. A finales de 2004, regresó a Namibia para participar en las elecciones parlamentarias de noviembre, en la que ganó un escaño. Geingob se convirtió en el jefe del partido Whip de la SWAPO en la Asamblea Nacional el 18 de abril de 2007. Y en noviembre de 2007, fue nombrado candidato único para el cargo de Vicepresidente de la SWAPO,  posteriormente fue designado como Ministro de Comercio e Industria, el 8 de abril de 2008. En 2012 fue reelegido como Vicepresidente de la SWAPO, el día 2 de diciembre.

### Presidente de Namibia
Como candidato de la SWAPO, Geingob fue elegido Presidente de Namibia para el período 2015 - 2020 por un margen abrumador el 28 de noviembre de 2014, recibiendo el 87% de los votos. Fue juramentado como Presidente el 21 de marzo de 2015 (finalizando de tal modo su período como primer ministro). A la ceremonia asistieron quince jefes regionales de estado y de gobierno.
De nuevo candidato en las elecciones presidenciales de noviembre de 2019, Geingob fue reelegido con el 56,3% de los votos emitidos, frente al 86% que había obtenido hace cinco años. Panduleni Itula, candidato disidente de Swapo, jefe del Movimiento Sin Tierra (LPM) de Bernadus Swartbooi obtiene el 30% de los votos. El líder de la oposición McHenry Venaani del Movimiento Democrático Popular (PDM), anteriormente cercano al apartheid de Sudáfrica, logró el 5,3 por ciento de los votos. El Swapo obtiene así el 65% de los escaños en la Asamblea Nacional, al no obtener una mayoría de dos tercios como en la legislatura anterior.

#### Defensor de los derechos de las mujeres
Geingob respaldó el desarrollo de políticas a favor de los derechos de las mujeres. Durante su mandato ha priorizado la paridad entre hombres y mujeres como un medio para abordar los desequilibrios históricos implementando la representación 50/50 en los puestos de liderazgo de gobierno. El parlamento de Namibia es, por otro lado, uno de los parlamentos del mundo con mayor presencia de mujeres, con el 43,3 % de escaños en agosto de 2020 tras las elecciones legislativas celebradas en 2019.
En febrero de 2020, durante la celebración del 10 Conferencia de la Organización Panafricana de Mujeres celebrada en este país, Geingob anunció que Namibia estaba en proceso de establecer un Centro Internacional de Mujeres para la Paz.

#### Segundo mandato
En las Elecciones generales de Namibia de 2019 salió electo para un segundo mandato con un total de 56.25 % de los votos. 
En abril de 2021, Organised Crime and Corruption Reporting Project y The Namibian informaron que Geingob estuvo involucrado en el escándalo Fishrot al supuestamente instruir a un funcionario del gobierno para que desviara fondos de una empresa pesquera estatal para sobornar a los asistentes al congreso electoral de SWAPO de 2017 para que votaran. para él.

## Fallecimiento
El 4 de febrero de 2024, el vicepresidente Nangolo Mbumba anunció que Geingob había fallecido en el Hospital Lady Pohamba tras una larga lucha contra el cáncer.
Mbumba prestó juramento formalmente como presidente interino de Namibia en una ceremonia organizada apresuradamente en la Casa del Estado en Windhoek, unas 15 horas después de la muerte de Geingob.  Un portavoz del gobierno dijo que Mbumba cumpliría el resto del mandato de Geingob, que expira el 21 de marzo de 2025.

## Vida personal
Geingob estuvo casado desde febrero de 2015 con la conocida empresaria Monica Kalondo. Se casaron el día de San Valentín cuando Hage era ya presidente electo en la iglesia luterana Inner City de la que Geingob es miembro. A la ceremonia asistieron 250 invitados incluidos los hijos de la pareja de sus uniones anteriores.